# Ines Gmati
Ines Gmati, née le 5 avril 1997 à Tunis, est une skippeuse pratiquant la voile comme membre de l'équipe de Tunisie et du Yachting Club de Cannes en France. Elle est présente sur les circuits internationaux de Laser radial depuis 2014.
Elle représente la Tunisie lors des Jeux olympiques de 2016.

## Biographie
En octobre 2011, elle remporte le championnat d’Afrique en Optimist à l'âge de 14 ans. En février 2013, elle remporte les championnats arabes en Laser 4.7. Elle rejoint ensuite l'Union sportive des activités de la mer (USAM) avec qui elle remporte notamment le championnat de Bretagne en février 2014,. En juillet 2014, elle se classe quinzième aux championnats du monde des moins de 19 ans, à Tavira au Portugal.
En juillet 2015, elle se classe troisième durant la manche de la coupe d’Europe de Laser radial féminine des moins de 19 ans organisée à Warnemünde en Allemagne puis troisième lors du championnat de France espoirs en août de la même année. En septembre, elle rejoint le Yachting Club de Cannes puis devient, en décembre, la première Tunisienne à être sacrée championne d’Afrique en Laser radial à l'âge de 18 ans,.
En juillet 2016, elle est classée à la 85e place du classement de la Fédération mondiale de voile en Laser radial, ce qui la place au premier rang en Afrique et dans le monde arabe. Elle représente la voile tunisienne lors des Jeux olympiques de 2016.